# كونزية خلنجانية
كونزية خلنجانية (الاسم العلمي:Kunzea ericoides) هي نوع من النباتات تتبع جنس الكونزية من فصيلة الآسية. تم وصف هذا النوع من النبات علمياً لأول مرة من قبل أخيل ريشار وJoy Thomps سنة 1983.
سمي هذا النوع نسبةً إلى نبات الخلنج.